# 塔特尔博顿斯怪物
塔特尔博顿斯怪物是一种神秘生物，据称生存于美国伊利诺伊州哈里斯堡北部的萨林河流域的沼泽地区。通常被描述为多毛、猿猴状，有像食蚁兽一样的长鼻。
塔特尔博顿斯怪物传奇对于萨林县的居民来说很熟悉。前哈里斯堡警察局局长加里·克拉布特里（Gary Crabtree）爆料给Harrisburg Daily Register称，他的部门过去28年一共收到了约50份哈里斯堡西北部不明生物的目击报告，一些报告称怪物有两条腿一些称有四条。大多数描述它有一个像食蚁兽一样的长鼻子。
独立动物研究者弗吉尔·史密斯告诉Harrisburg Daily Register报社称这种生物不是神话中的生物而是一种“由联邦政府放出的”早已灭亡的真实生物。史密斯说这是一种多毛的灵长目动物，能双腿站立，不害怕人类，补充说了一对夫妇报告称这个生物走过他们身旁。史密斯还声称一位美国农业部前雇员向他透露农业部已经对塔特尔博顿斯怪物开展了一项秘密调查。
最早的目击报告始于20世纪60年代，目击者们是一些少年和猎人。据传，在那段时间塔特尔博顿斯发生了一些谋杀案。